# 程锡绎
程锡绎（1929年—2017年12月29日），黑龙江省宁安县人，中华人民共和国政治人物。

## 生平
1947年7月参加革命工作，1952年7月加入中国共产党，曾任东北民主联军宣传队宣传员，哈尔滨医科大学政治处政治干事，校团委书记，校党委办公室主任。1979年12月，担任哈尔滨医科大学党委副书记。1985年12月24日，担任党委书记。1997年4月离休。2017年12月29日在哈尔滨逝世，享年88岁。